# Carl Frederik Sørensen
Carl Frederik Sørensen, född 8 februari 1818 i Bedsser på Samsø, död 24 januari 1879 i Köpenhamn, var en dansk marinmålare, tecknare och konstpedagog.
Han var son till köpmannen och skepparen Rasmus Sørensen och Else Margrethe Evens och från 1847 gift med Bine Ahlberg. Sørensen studerade vid Det Kongelige Danske Kunstakademi och kom att bli en av Danmarks mera betydande marinmålare. Hans målningar gjorde honom vida populär, speciellt de målningar han gjorde under Slesvig-holsteinska kriget. Han seglade då  med den danska flottan runt Helgoland 1849 och på Östersjön 1850 och avbildade flottan i strid. Åtskilliga av hans motiv är hämtade från den svenska västkusten och han besökte bland annat Göteborg där han målade flera topografiskt värdefulla bilder. Sørensen var en av de första konstnärerna som konstnärligt utnyttjade miljön runt Kullen med Kullens fyr i sina målningar. Han medverkade i Charlottenborgs utställningarna 1839–1879, ett flertal gånger i Konstakademins utställningar i Stockholm 1850–1877, världsutställningarna i Paris 1855 och 1878, Nordiska utställningen i Köpenhamn 1872 och världsutställningen i Wien 1873. Han blev ledamot av konstakademien i Köpenhamn 1856 och konstakademien i Stockholm 1866 samt erhöll professors titel 1869. Sørensen är representerad vid Statens Museum for Kunst, Nationalmuseum, Statens sjöhistoriska museum, Nasjonalgalleriet i Oslo, Bergens museum, Göteborgs historiska museum, Göteborgs konstmuseum och ett flertal danska museer. 

## Galleri

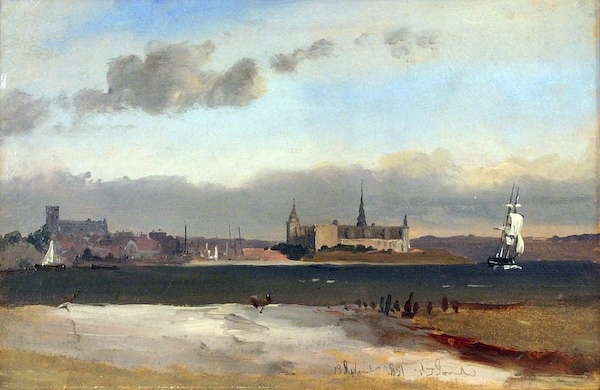
Udsigt til Helsingør og Kronborg fra stranden syd for byen (1851)
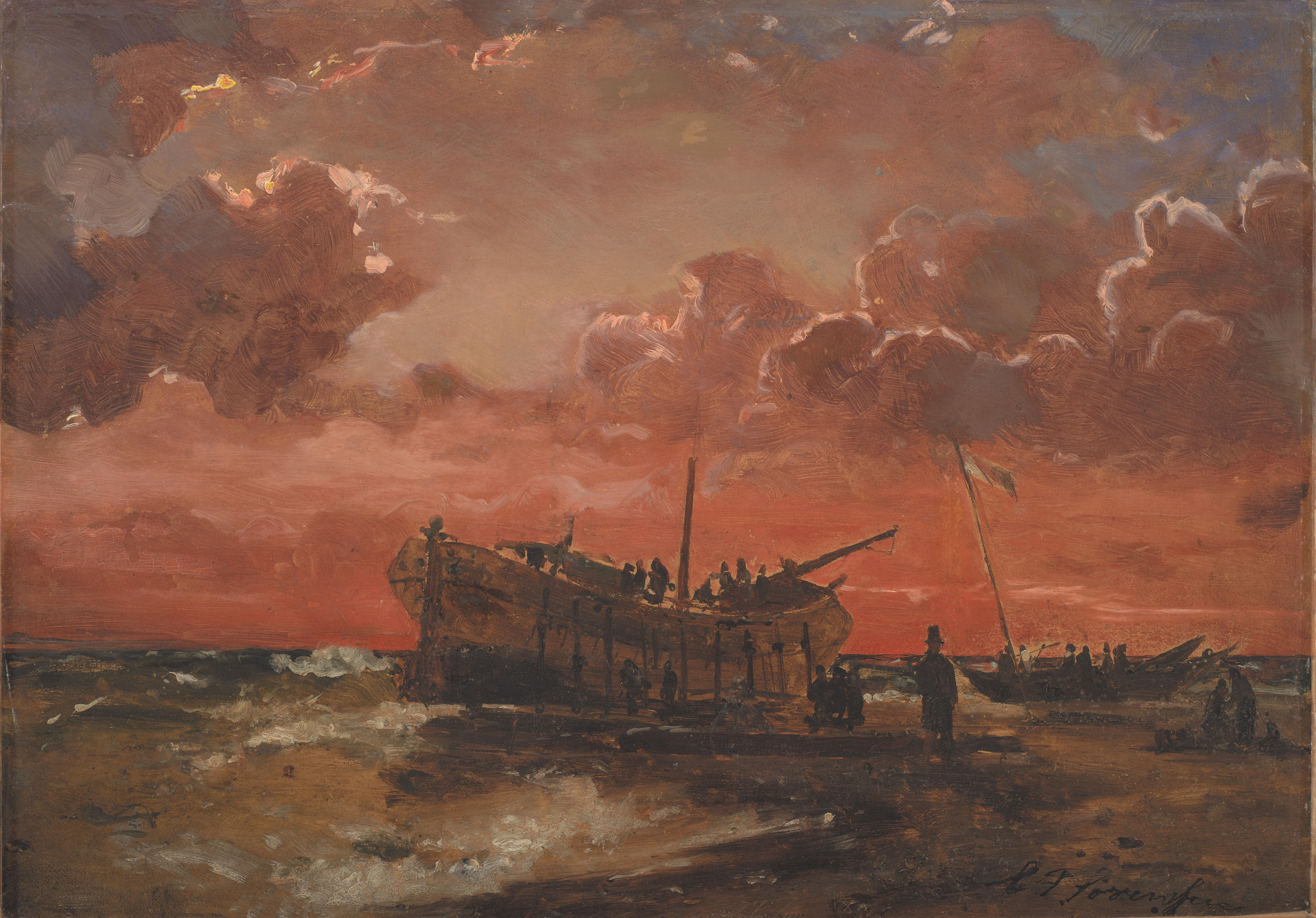
Et vrag på Jyllands vestkyst ved solnedgang (1847)
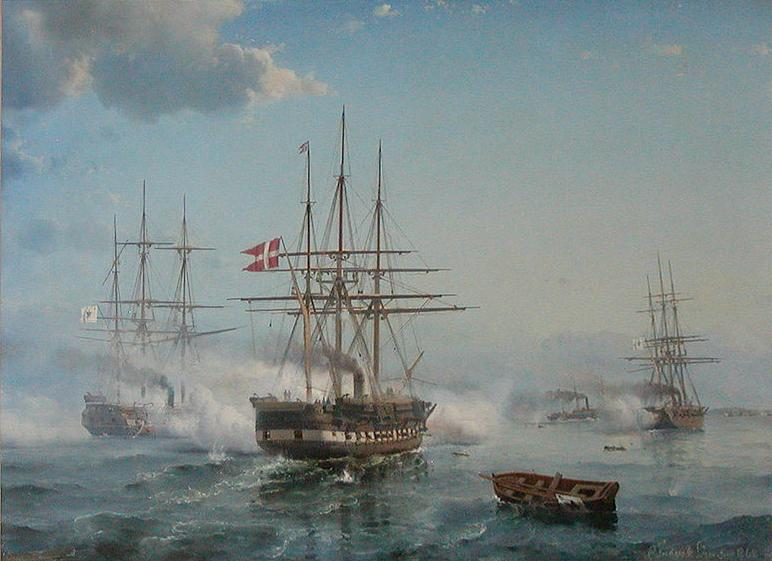
Affæren ud for Svinemünde (1864)
Slaget ved Lissa (1866)